# 特殊複雜性
特殊複雜性（Specified complexity）是由威廉·登布斯基所提出的、用以支持智能設計的理論，與不可化約的複雜性同為支持智能設計論者常提出的核心理論之一。登布斯基認為，當一個信號模式具有足夠的特殊性與複雜性的時候就不可能是自然的隨機過程下的產物，而生物的基因具有前述的性質，因此只能是透過智能設計所導致。特殊複雜性的概念廣泛地在數學與其他科學領域上被否認，一方面機率低並不等同於必定不會發生，另一方面生物學家也已經提出證據顯示演化的確可以在自然的隨機過程下發生。

## 定義

### 歐格的原始用法
“特殊複雜性”一辭是由無生源論學者莱斯利·奥格尔（Leslie Orgel）所提出以區別生物和非生物。
可以相信，生物可以藉由它的特殊複雜性來加以區別。晶體是最常被用展示它的簡單但又特殊的結構，因為它們由單一形式將大量相同的分子結合。晶體不可被當作生物，因為它們缺少複雜性。聚合物也不是生物，因為缺少特殊性。
接著物理學家Paul Davies亦以類似的方式來使用這一詞：
生物是很神祕。這不單是指它本身的複雜的，而是因其是特殊複雜的。

### 登布斯基的定義
對登布斯基而言，特殊複雜性是一種可以在生物體上觀察到的屬性。然而，相較於歐格將這個詞彙使用在一些被科學認為是經由演化形成的生物特徵上，登布斯基則說這個詞彙描述著一些不可能經由「無領導的」演化形成的特徵，並推出結論認為這支持著智能設計。歐格是將這個概念以定性的方式使用著，而登布斯基則傾向於以定量的方式去使用。登布斯基對於這個概念的使用可追溯至他於 1998 年發表的文章《設計推理》。特殊複雜性是他用以支持智能設計的核心，而他之後發表的著作也都大量地討論了這個概念。他表示，依他的看法，「若有方法可以偵測出設計，那就是特殊複雜性。」